# Pselaphidomyces pselapti
Pselaphidomyces pselapti är en svampart som beskrevs av Speg. 1917. Pselaphidomyces pselapti ingår i släktet Pselaphidomyces och familjen Laboulbeniaceae.   Inga underarter finns listade i Catalogue of Life.